# Dittelbrunn
Dittelbrunn é um município da Alemanha, situado no distrito de Schweinfurt, no estado da Baviera. Tem 23,84 km² de área, e sua população em 2019 foi estimada em 7.347 habitantes.